# Глинский, Станислав Мартынович
Станисла́в Марты́нович Гли́нский (Глинский-Смирнов) (1894, Варшава —1937, Москва, «Коммунарка») — ответственный сотрудник ИНО ГПУ-НКВД СССР, резидент иностранного отдела ГУГБ НКВД в Париже, старший майор государственной безопасности (1936). Расстрелян в 1937 году в «особом порядке», реабилитирован посмертно.

## Биография
Родился в польской (по другим данным абазинской) семье рабочего-железнодорожника, активного члена СДКПиЛ. После окончания ремесленного училища работал модельщиком на заводе. В 1908 году отец Станислава — Мартын Томашевич Глинский был сослан на поселение в Иркутскую губернию. Станислав поступил на работу посыльным, затем учеником к ремесленнику. С 1909 года работал в нелегальном союзе деревообделочников, был секретарём райкома союза. В 1911 году вступил в СДКПиЛ, был членом райкома в Варшаве. Работал на заводе «Шеффер и Бутенберг» в Варшаве, был уволен за активную социал-демократическую деятельность. В 1913 году вместе с матерью, сёстрами и братьями он переехал к отцу. Участвовал в деятельности местной социал-демократической организации и нелегального профсоюза горнорабочих. В 1915 году был арестован во время провала подпольной типографии в Черемхово, однако вскоре освобождён за недоказанностью вины. Вторично арестован в 1916 году в Усолье за уклонение от военной службы, бежал из-под ареста и перешёл на нелегальное положение. Вёл революционную агитацию в Нижнеудинске и на Николаевском заводе.
После победы Февральской революции в мае 1917 году добровольцем ушёл в Русскую армию. Служил в 12-м Сибирском полку на Северном фронте под Ригой, затем после победы Октябрьского вооруженного переворота -  в 17-м Сибирском полку, где был избран председателем полкового комитета. Был избран кандидатом в члены Учредительного Собрания от Северного фронта и русских войск в Финляндии. Участвовал в установлении власти большевиков Челябинском регионе. После освобождения г. Троицка от войск атамана А. И. Дутова работал в этом городе, занимая одновременно посты командующего войсками, военкома, заместителя председателя исполкома и председателя ЧК. С лета 1918 года после отступления из Троицка командовал, (вместе с Н. Д. Томиным) партизанским отрядом на Урале, влившимся впоследствии в партизанское соединение, возглавляемое В. К. Блюхером. После прорыва фронта и соединения с частями Красной Армии — начальник штаба и комиссар бригады.
В органах ВЧК-ГПУ-НКВД с 1918 года : в 1918—1920 годах — оперуполномоченный по информации, начальник особого отдела Екатеринбургской ЧК. С 1920 года — помощник начальника по агентурной работе особого отдела 16-й армии. Участник операций «Трест» и «Синдикат-2» (арест и суд над Б. В. Савинковым). Начальник особого отдела при Белорусской ЧК, уполномоченный ударной группы по разработке иностранных миссий в Белоруссии. С 1922 года начальник Заславльского пограничного особого отделения. С 1923 года заместитель начальника Минского особого отдела ГРУ, помощник председателя ГПУ Белоруссии. С 1925 года в Третьем отделении Контрразведывательного отдела ОГПУ, в Иностранном (разведывательном) отделе (ИНО) ОГПУ. С 1926 года помощник резидента внешней разведки в Данциге. До 1927 года — резидент в Польше, с 1928 года — резидент в Финляндии, затем в Латвии, в 1931—1933 годах — резидент ИНО ОГПУ в Чехословакии. С 1934 года до отзыва в 1937 г. — резидент ИНО НКВД во Франции.
В августе 1937 года Глинский был вызван в Москву. Перед арестом проживал в гостиницах Москвы. Арестован 4 сентября 1937 года по личному распоряжению Н. И. Ежова. Вместе с ним была арестована и его жена Анна, долгие годы являвшаяся его надёжной помощницей в разведывательной работе. Внесен в Сталинский расстрельный список «Москва-центр» от 7 декабря 1937 г. в «особом порядке» ( «Быв. сотрудники НКВД» - «за »1-категорию Сталин, Молотов, Жданов ). Осуждён Комиссией НКВД, Прокурора СССР и Председателя Военной коллегии Верховного суда СССР (в особом порядке) по обвинению в «шпионаже». Оформлен к расстрелу 9 декабря 1937 года, приговор приведён в исполнение в тот же день. Вместе с ним по одному списку были расстреляны ст. майор ГБ Н. Н. Алексеев, сотрудник ИНО НКВД СССР капитан ГБ Н. И. Мельцер, капитан ГБ С. Ф. Пинталь и др. Место захоронения спецобъект НКВД «Коммунарка». Реабилитирован посмертно 22 сентября 1956 года определением Военной коллегии Верховного суда СССР.
Жена Глинского была сослана на десять лет в Карагандинские лагеря. В 1947 году, отбыв наказание, она, больная, возвратилась к родственникам в Москву, но была вновь арестована и сослана в Воркуту. По дороге Анна скончалась и была похоронена в безымянной могиле в воркутинской тундре.

### Звания
- старший майор государственной безопасности, 20 декабря 1936.

### Награды
Награждён двумя орденами Красного Знамени (1920, 2 января 1937), нагрудным знаком «Почётный работник ВЧК — ГПУ» (1933). 18 декабря 1927 был награждён Коллегией ОГПУ грамотой и собранием сочинений В. И. Ленина за активное участие в операции «Трест».